# Ezequiel Araujo
Ezequiel Araujo es un músico argentino multinstrumentista, compositor y productor artístico.
Ha producido discos de Leo García, Joe Fernández y Antonio Birabent entre otros.
Ezequiel ha integrado y participado en Avant Press, Polidor, y El Otro Yo.
Fue integrante del grupo Imperfectos, junto a Deborah de Corral y Leha.
Desde 2013 ha vuelto a formar parte de El Otro Yo, luego de casi ocho años.

## Cronología artística
- 1980: Primeras aproximaciones musicales.
- 1982: Es premiado en el Colegio La Salle por su desempeño en el grupo vocal del mismo.
- 1983-86: Experimentación con instrumentos clásicos (piano y guitarra) y con instrumentos no convencionales (reproductores de cinta abierta, bandeja tocadiscos).
- 1989: Trabaja como dj en varias discoteques, primer contacto con el Sampler, instrumento que confirma sus deseos de hacer música. Forma parte de personal de la radio Z95, pionera en música electrónica, consigue su primer computadora musical, la Atari 1040 STf.
- 1990: Año introspectivo. Se dedica a desarrollar sus habilidades con el sampler y la computadora, momentos decisivos para su formación artística.
- 1991: Primer recital en vivo, una actuación experimental electrónica unipersonal (sampler, computadora-sequencer, bandejas, sintetizadores analógicos Minimoog y Arp Odyssey) en la discoteque de vanguardia Experiment.
- 1992: Es finalista en las calificaciones del mundial de DJ´s DMC realizado en Londres, aunque por motivos personales no puede presentarse en la final. Conoce a Leo García y comienza una colaboración artística de 7 años.
- 1993: Ingresa en el grupo Avant Press como tecladista y graba su primer disco, "Amor entre rosas", con la producción artística de Daniel Melero en el estudio Moebio.
- 1994: Se forma Polidor, mítico grupo de música electrónica formado por Ezequiel Araujo, Leo García, Manuel Schaller (Avant Press, Sexteto Irreal, Dick el Demasiado), Leandro Martínez (Avant Press, Antonio Birabent) , Martin Corujo (artista lumínico), DJ Coreaux y Feli.
- 1995: Se encarga de la grabación y producción artística del "disco blanco" de Avant Press junto a Leo García, en esta oportunidad como bajista. El disco fue aclamado por la crítica gracias a las composiciones y arreglos musicales y vocales.
- 1996: Después de pasar por varios sellos independientes Avant Press es contratado por Universal Music, y comienza una colaboración musical con Gustavo Cerati. Toca junto al grupo Lemonheads.
- 1997: Avant Press graba su tercer disco, contando con la producción artística de Gustavo Cerati, y es invitado por Soda Stereo para tocar en el show despedida de la banda en el estadio de River. Luego, Avant Press se disuelve. Se dedica a la producción artística y a componer música electrónica.
- 1998: Ingresa en el grupo El Otro Yo como encargado de los teclados y tecnología. Graba en el disco Abrecaminos contando con la producción artística de Diego Vainer.
- 1999: El Otro Yo viaja a Chile donde agota localidades. Gira presentando el disco Abracaminos, se filman 3 videos, correspondiente a los temas "La música", "No me importa morir" y "10.000.000"
- 2000: El Otro Yo graba su primer disco en vivo: Contagiándose la energía del otro y emprende la "Gira interminable" siendo esta la gira más larga en la historia del rock nacional. La banda cierra la gira interminable en el Estadio de Obras, donde el concierto es grabado y filmado. Se encarga de la grabación y producción artística del primer disco del grupo Bristol.
- 2001: Es el año de Colmena, también producido por Diego Vainer. Se desempeña como técnico de grabación y mezcla del disco y se encarga de los teclados, programaciones y coros.
- 2002: El Otro Yo se va de gira por EE. UU. durante dos meses compartiendo cartel junto a bandas como Molotov, Juanes, La Ley y Dover entre otros. También va por primera vez a México. Se encarga de la grabación y producción de "Las palabras y los Ríos" de Eterna Inocencia.
- 2003: Producción artística de "Malas Costumbres" de Cadena Perpetua. Es invitado para aportar sonoridades en "Una Vela" del disco "No es solo Rock'n'roll" de Intoxicados.
- 2004: Producción artística de grupo Sudarshana. Fabrica 16 preamplificadores valvulares, compresores y atenuadores para la grabación de "Espejismos", de El Otro Yo, disco en el que se encargaría del trabajo de grabación, producción, mezcla y mastering junto a su equipo de producción musical compuesto por Marcelo Belen y Eugenio Parracia. Abandona El Otro Yo para comenzar una búsqueda musical propia y para seguir evolucionando artísticamente.